# スカルナテ・プレソ天文台
スカルナテ・プレソ天文台（スカルナテ・プレソてんもんだい、スロバキア語: Observatórium Skalnaté pleso）は、スロヴァキアのタトラ山地に位置する天文台である。1943年に開設し、1940年代から50年代にかけて、彗星捜索で大きな実績を上げ、また、天文台の名を冠した優秀な星図で知られている。国際天文学連合小惑星センターによる天文台コードは、056である。

## 立地

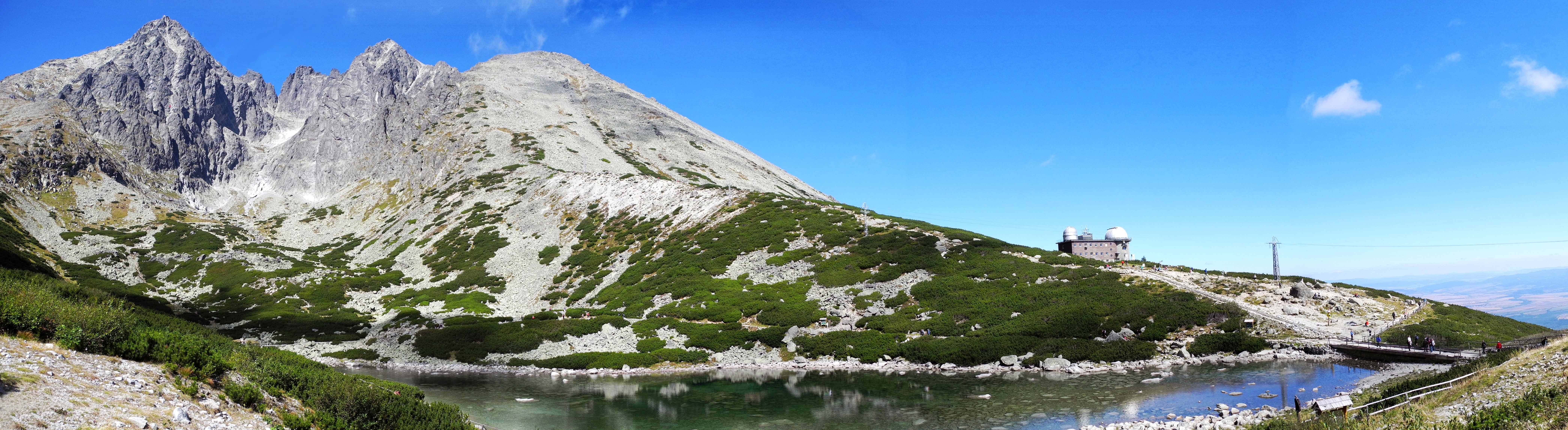
天文台と「スカルナテ・プレソ」

スカルナテ・プレソ天文台は、タトラ山地にあるスロヴァキア第2の高峰、ロムニツキー・シュティート（標高2,634m）の東側斜面、標高1,786mの位置に建っている。スカルナテ・プレソとは、「岩だらけの湖」という意味で、天文台の傍には同名の小湖がある。麓のタトランスカ・ロムニツァと、ロムニツキー・シュティート山頂を結ぶケーブルカーの中継駅もあり、天文台の往来に利用される。

## 略史
スロヴァキアの国立天文台は元々、南部のスタラ・ジャラ（現在のフルバノヴォ）にあったが、ウィーン裁定によって立ち退きを余儀なくされ、スロヴァキアは国立天文台を失った。スタラ・ジャラの天文台から撤去された、当時スロヴァキア最大口径のツァイス60cm反射望遠鏡は、プレショフに置かれていた。国の気候学者としてシュトゥルプスケ・プレソで働いていたアントニーン・ベチュヴァーシュは、スカルナテ・プレソに新しい天文台を作ることを政府に提議し、承認を取り付けた。天文台の場所は、60cm望遠鏡のあったプレショフや、ブラチスラヴァも候補であったが、天文台はなるべく高地に設置しようという潮流と、ケーブルカーが開通したことから、スカルナテ・プレソが選ばれた。
スカルナテ・プレソ天文台の建設は比較的短期間で進み、スタラ・ジャラの天文台から撤去され、プレショフに置かれていた60cm反射望遠鏡を移設して、1943年に完成した。建設作業の完了に先立って、1943年9月19日に最初の観測が行われ、これを以て天文台の開設と考えられている。初代の天文台長には、ベチュヴァーシュが就いた。
開設から間もなく、スカルナテ・プレソ天文台は危機を迎えた。1945年1月、スロヴァキアを占領するドイツ国防軍と、ソ連軍との戦線が押し寄せ、天文台はドイツ軍の破壊目標となった。しかし、ベチュヴァーシュの説得と、悪天候によって山上への攻撃が阻まれたことで、ドイツ軍はそれを遂行する間もなく撤退し、天文台は破壊を免れた。しかし、電源系統には被害を受け、一時期観測を中断した。
1950年代、スカルナテ・プレソ天文台の組織は二転三転し、1950年にはプラハの中央天文学研究所、1951年にはスロヴァキア科学技術開発センター、1952年にはスロヴァキア科学芸術アカデミーの傘下に位置付けられたが、1953年にスロヴァキア科学アカデミーが設立されると、その天文学研究所となり、以後はスロヴァキア科学アカデミーが運用を続けている。当時は、スカルナテ・プレソ天文台が天文学研究所の全てであったが、後に麓のタトランスカ・ロムニツァに管理棟が作られた。また、開設当初の全職員が共通の観測研究に取り組む体制から徐々に分担化が進み、太陽・惑星間物質・恒星の各研究部門が整備されると、1963年にはロムニツキー・シュティート山頂に太陽観測所が整備され、1979年にはタトランスカ・ロムニツァの南にスタラ・レスナ天文台の建設が始まり、1987年に研究所の本部がスタラ・レスナへ移ると、スカルナテ・プレソ天文台は科学アカデミー天文学研究所が有する3つの天文台の一つという位置付けになった。

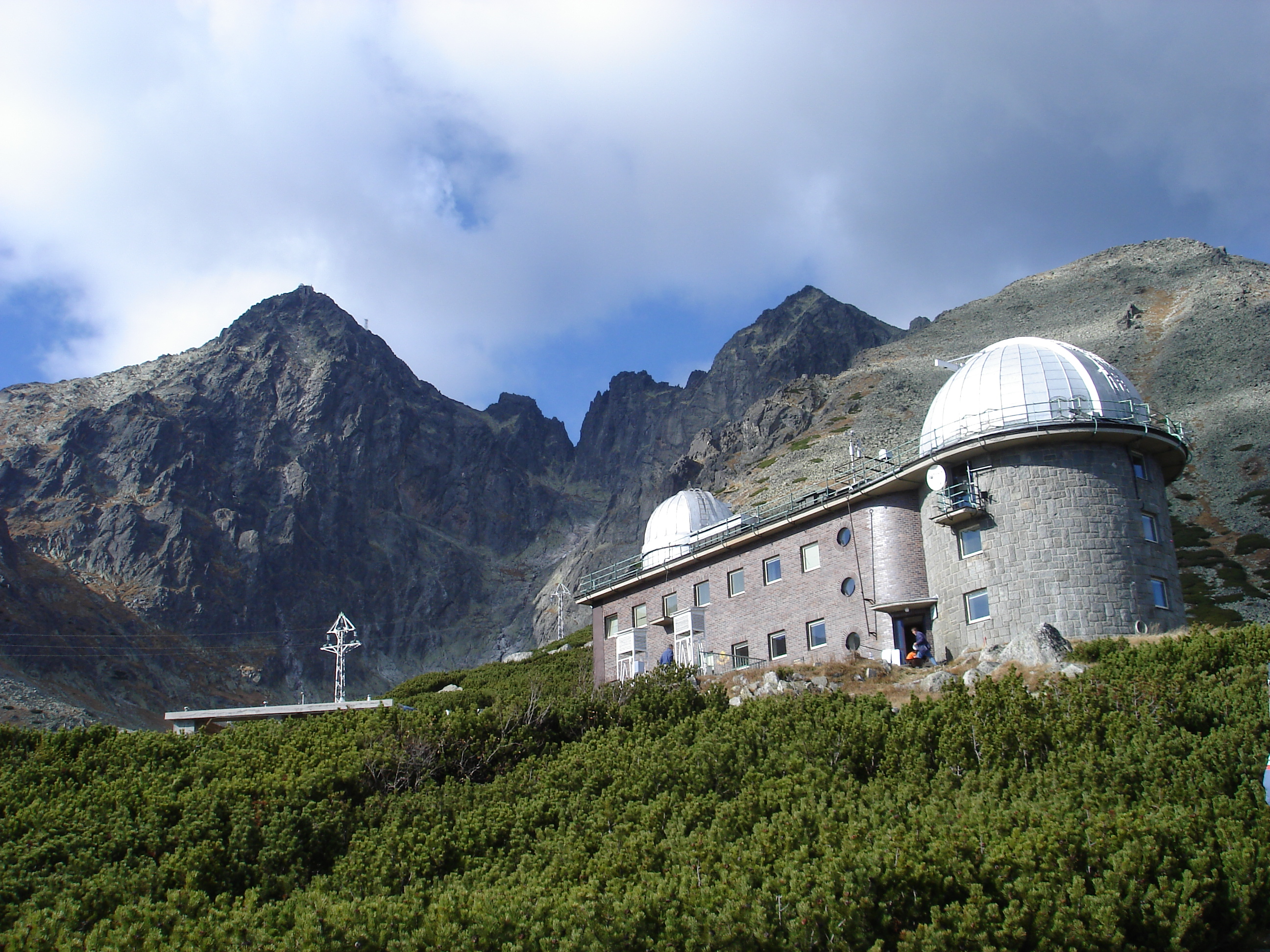
スカルナテ・プレソ天文台。左側の高峰がロムニツキー・シュティート、山頂には太陽観測所がみえている。

1960年代から、観測機器を更新してゆく段階となり、1961年にはそれまで眼視と写真が主だった観測に、光電測光器が加わった。1965年には、新たにツァイスの30cmアストログラフが導入され、小惑星や彗星の精密位置観測に活躍した。主力の60cm反射望遠鏡は、1926年の建造から50年が経過して修理が必要となったが、費用と作業期間の都合で修理ではなく、同じツァイスの同口径、新設計の反射望遠鏡に更新されることになり、新望遠鏡は1978年に設置され、旧望遠鏡はコメニウス大学のモドラ天文台へ渡り、学生の観測に使用されている。
その後、30cmアストログラフは、2000年12月に61cm反射望遠鏡に置き換えられ、2014年には60cm反射望遠鏡に替わって、1.3m反射望遠鏡が導入され、60cm望遠鏡はスタラ・レスナ天文台へ移設された。

## 望遠鏡
スカルナテ・プレソ天文台の口径最大の望遠鏡は、ドイツの望遠鏡メーカーASTELCOが製作した口径1.3mのナスミス-カセグレン式の反射望遠鏡（F8）である。2008年に計画が具体化し、欧州地域開発基金の資金提供を受けて建造され、2014年にファーストライトを迎えた。1.3m望遠鏡の観測装置としては、高分散可視光分光器、近赤外線カメラ、大判可視光CCDカメラが用意されている。スロヴァキア科学アカデミーとアシャッフェンブルク大学が共同で望遠鏡と観測装置を開発する、スロヴァキア-バイエルン望遠鏡共同研究（SLOBATCO）の一環で、観測装置の開発も進められている。
スカルナテ・プレソ天文台第2の望遠鏡は、30cmアストログラフに替わって2000年に導入された、61cm反射望遠鏡（F4.2）で、チェコの望遠鏡製作者イルジー・ドルボフラフ（Jiří Drbohlav）によって製作された。ニュートン焦点にCCDカメラを据え付け、太陽系小天体の撮像測光や精密位置観測を行っている。

## 研究分野
スカルナテ・プレソ天文台では、スロヴァキア科学アカデミー天文学研究所の研究部門のうち、惑星間物質部門と、恒星部門が観測を行っている。
惑星間物質部門は、主に太陽系小天体の空間分布や形成、進化を研究する部門で、太陽系形成や地球接近天体に関する研究も行っている。以前は30cmアストログラフ、その後は61cm反射望遠鏡を用いて、太陽系小天体の精密位置観測や測光観測に力を入れている。
恒星部門は、主に変光星の観測研究を行っており、初期は脈動変光星が中心だったが、その後相互作用連星、特に共生星や新星を重点的に研究するようになっている。恒星の大気や磁場中で生じる物理過程の研究、近年では太陽系外惑星捜索も行っている。

## 業績
スカルナテ・プレソ天文台の業績の中でも特に有名なものは、研究機関としての天文台の中では異色である。それは、星図の作成と、彗星の発見である。

### スカルナテ・プレソ星図
ベチュヴァーシュとその共同研究者達は、1946年から1948年にかけて星図の作成に邁進した。スカルナテ・プレソへ来る前に、彗星観測で表彰もされていたベチュヴァーシュは、彗星・小惑星捜索に資する星図を企図しており、出来上がった『スカルナテ・プレソ星図』（“Atlas Coeli Skalnaté Pleso”、発行したベチュヴァーシュの名から『ベクバル星図』とも）は、恒星の数こそやや少ないが、小型の望遠鏡でみえる星雲・星団・銀河を記載し尽くしており、彗星捜索者にとって必携といえる星図として、世界的に重宝された。彗星捜索者ばかりでなく、Sky & Telescope誌の星図という星図がスカルナテ・プレソ星図を基にしているなど、その後の天文星図に多大な影響を与えた。

### 彗星捜索
第2次世界大戦後、スカルナテ・プレソ天文台は、計画的に新彗星捜索の観測を実施していた。膨大な時間と労力を浪費する惧れがある彗星捜索に、多くの課題を抱える研究専門の一天文台が、これ程力を入れる例は珍しかった。しかし、その成果は非常に大きなものだった。彗星捜索には主に、Sometの双眼望遠鏡（25ｘ100）が使用された。

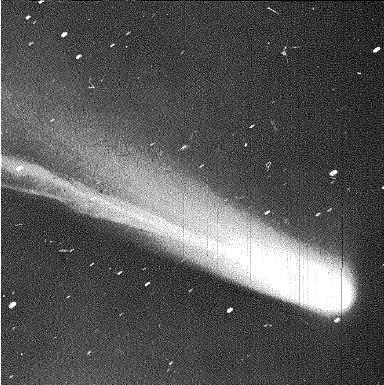
1957年8月27日に撮影されたムルコス彗星（C/1957 P1)

1946年から1959年にかけて、スカルナテ・プレソ天文台の天文学者達は、実に18個の彗星を発見／再発見した。同じ期間に全世界で発見された彗星が70個、スカルナテ・プレソ以外では、パロマー天文台が13個、他の天文台は5個以下であった。
スカルナテ・プレソ天文台によって発見された主な彗星には、短周期彗星の本田・ムルコス・パイドゥシャーコヴァー彗星、タットル・ジャコビニ・クレサーク彗星（再発見）、パーライン・ムルコス彗星（再発見）、肉眼彗星となったムルコス彗星（C/1957 P1）、太陽へ向かって伸びているようにみえる尾が関心を集めたヴォザーロヴァー彗星（C/1954 O1）などがある。

### 流星・彗星・小惑星・太陽観測
スカルナテ・プレソ天文台には、初期から流星撮影用のカメラが備えられ、1950年までは、快晴夜は毎晩撮影が行われており、1945年12月のこぐま座流星群の突発的な大出現を記録したことで知られる。現在も、欧州火球ネットワークに参加し、流星の監視を行っている
彗星と小惑星の精密位置観測と測光観測は、スカルナテ・プレソ天文台で長年行われ、最も成果を上げた分野の一つである。1985年から1986年に行われた、ハリー彗星の国際共同観測にも参加し、そのデータは探査機のベガやジオットの軌道修正に用いられた。また、小惑星スロヴァキア、タトリなどが、スカルナテ・プレソ天文台で発見されている
太陽観測は、スカルナテ・プレソ天文台で最も早く始まった観測で、保管されたデータ量は、欧州の天文台で豊富な部類に入る。ロムニツキー・シュティート観測所ができた後も、スカルナテ・プレソでの太陽観測は続き、1970年代以降彩層の観測に力を入れたが、スタラ・レスナとロムニツキー・シュティートの太陽観測装置が充実したことで、太陽観測は行われなくなった。

## その他
1955年から、スロヴァキア科学アカデミー天文学研究所は、独自の査読付き英文学術雑誌を発行しており、その名称は“Contributions of the Astronomical Observatory Skalnaté Pleso”となっている。スロヴァキア科学アカデミー天文学研究所の年次研究報告のような位置付けで始まったが、毎年発行できていたわけではない。また、チェコやスロヴァキアの研究者だけでなく、海外からの投稿もある。

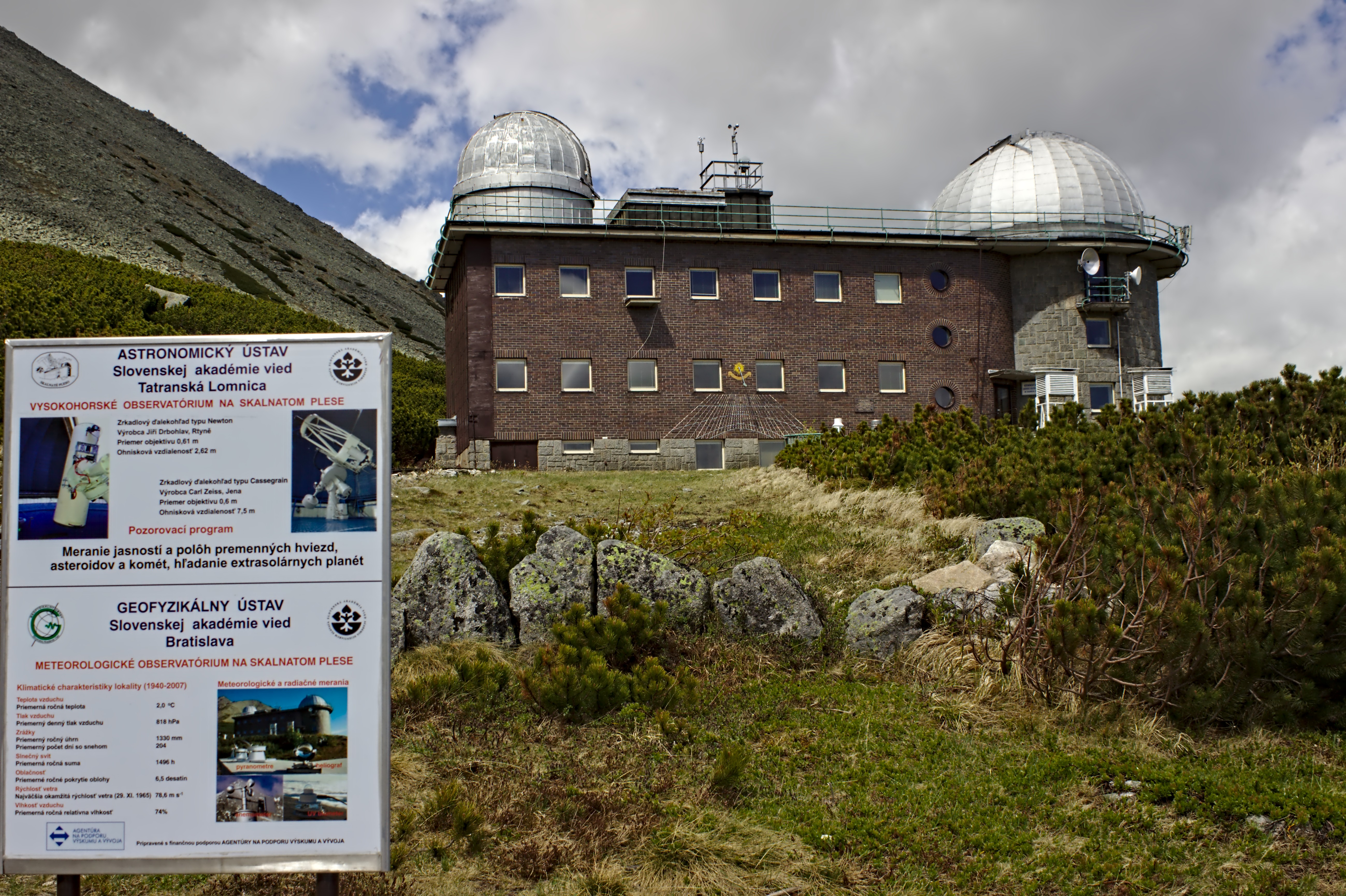
「スカルナテ・プレソ気象観測所」

スカルナテ・プレソ天文台は、スロヴァキア科学アカデミー地球科学研究所の気象観測所も兼ねている。スカルナテ・プレソにおける気象観測は、天文台よりも歴史が古く、ケーブルカーが完成した直後の1939年から、ケーブルカー施設を間借りして行われており、気候学者だったベチュヴァーシュもそれを把握していた。天文台完成後は天文台施設に観測点を移し、第2次世界大戦後は国立気象台の一施設として観測を行った。1960年に国はスカルナテ・プレソでの気象観測業務から手を引いたが、後に科学アカデミーの気象・気候学部門が引き継いで、観測が続けられている。
1979年6月25日にエレノア・ヘリンとシェルテ・バスが発見した小惑星2619番は、スカルナテ・プレソ天文台に因んで「スカルナテ・プレソ」と命名されている。

## 関連文献
- Bečvář, Antonín (1944-02-01), “Skalnaté Pleso” (チェコ語), Říše hvězd 25 (2):  29-34
- Grygar, Jiří; Neruda, Jan (2016-05) (チェコ語). Knihy a hvězdy & Písně kosmické. Plzeň: Cykloknihy. ISBN 978-80-87193-35-8